# Cornelia Sale Mocenigo Codemo
Cornelia Sale Mocenigo Codemo (Vicenza, 7 ottobre 1792 – Treviso, 29 novembre 1866) è stata una poetessa e traduttrice italiana.

## Biografia
Cornelia Sale Mocenigo Codemo nacque a Vicenza il 7 ottobre 1792 da Filippo Luigi Sale e Fiorenza Vendramin Sale, appartenenti a una famiglia aristocratica vicentina. Suo padre, Filippo Luigi, fu tra i nobili veneziani che giurarono fedeltà all'arciduca Giovanni d'Austria dopo la vittoria austriaca nella battaglia di Tolentino (1815). Sua madre Fiorenza, anch'essa poetessa e traduttrice, si suicidò nel 1797 dopo aver avuto alcune relazioni extraconiugali. Cornelia considerò la perdita materna un evento determinante della sua infanzia.
Nel 1814, Cornelia sposò Alvise I Mocenigo, conte di Cordignano, appartenente alla nobiltà patrizia veneziana. Dal matrimonio nacquero tre figli. Dopo la morte di Alvise I nel 1837, Cornelia si risposò con Michelangelo Codemo, un uomo colto proveniente da una famiglia che precedentemente aveva prestato servizio presso la sua casa. Da questa unione nacquero due figlie. La sua primogenita, Luigia Mocenigo Codemo, nata dal primo matrimonio, divenne anch'essa scrittrice di poesie, racconti, romanzi e opere teatrali.
Seguendo la vocazione della madre e anticipando quella della figlia, Cornelia Sale Mocenigo Codemo scrisse poesie e pubblicò traduzioni. Tra queste spicca la sua traduzione dell'Odissea in italiano. Inizialmente, volgarizzò l'opera di Omero in prosa italiana per facilitare lo studio del greco e successivamente, su incoraggiamento di Niccolò Tommaseo, per divulgarla a un pubblico più ampio. Una raccolta completa delle sue poesie, di oltre 400 pagine, fu pubblicata postuma nel 1868 dalla figlia Luigia.

## Opere
- "Ode" in In morte di Antonietta Trevisan Gabardi (Padova: Cartellier, 1835)
- "Per illustri nozze militari. Ode." in Giornale Euganeo (Padova: Crescini, 1844)
- Versioni dal greco di Cornelia Sale-Codemo vedova Mocenigo pubblicata per le auspicatissime nozze Di Rovero-Sanseverin (Treviso: tip. vescovile G. Trento di proprieta G. Longo, 1847) [5]
- Canzone pel IX Congresso degli Scienziati italiani in Venezia nel 1847 (Treviso: Longo, 1847)
- Versi di Cornelia Sale-Mocenigo-Codemo publicati pel primo sacrifizio dell'altare che celebra il 18 agosto 1850 nella chiesa parocchiale di Segusino il sacerdote d. Giovanni Finardi (Treviso: Tipografia Andreola, 1850) [6]
- I flagelli d'Egitto, poemetto biblico (Treviso: Andreola Medesin, 1859)
- Autobiografia di una fanciulla (Venezia: Naratovich, 1863)
- Poesie di Cornelia Sale Mocenigo Codemo (raccolta postuma a cura di Luigia Codemo, Venezia: Antonelli, 1868)